# Tango Maru
Die Tango Maru (jap. 丹後丸) war ein japanisches Handelsschiff, das am 25. Februar 1944 vom US-amerikanischen U-Boot Rasher versenkt wurde, wobei rund 3.000 Menschen ums Leben kamen.

## Geschichte
Das Schiff wurde 1925/26 auf der Actiengesellschaft „Vulcan“ in Hamburg als Rendsburg gebaut und am 2. Februar 1926 an den Auftraggeber, die Deutsch-Australische Dampfschiffs-Gesellschaft (DADG), abgeliefert. Das Schiff gehörte zu einem Trio baugleicher Motorschiffe für den DADG-Dienst nach Niederländisch-Indien. Im Jahr der Ablieferung wurde die DADG von der Hamburg-Amerika-Linie übernommen und das Schiff dort im selben Dienst weiterbetrieben. Im Jahr 1939 wurde die Rendsburg bei Ausbruch des Zweiten Weltkriegs in Batavia interniert.

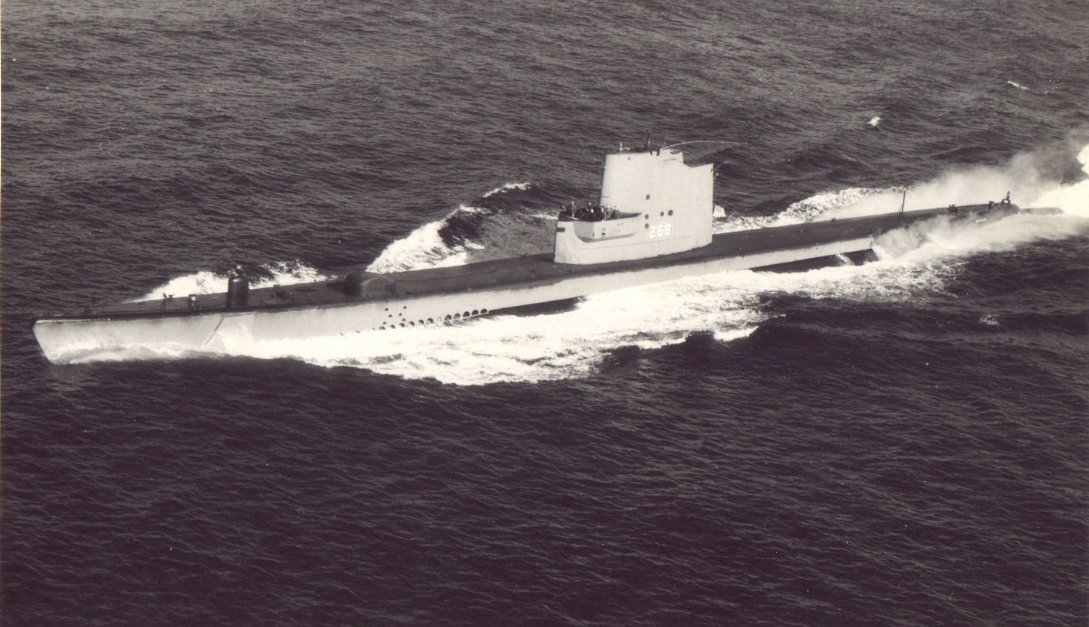
Das U-Boot Rasher

Am 10. Mai 1940 beschlagnahmten die Niederlande das Schiff und brachten es unter der Bereederung der Nederlandsch Indische Maatschappij voor Zeevaart als Toendjoek wieder in Fahrt. Am 2. März 1942 wurde die Toendjoek als Blockschiff vor Tanjung Priok versenkt, aber am 8. Dezember desselben Jahres von japanischen Bergern wieder gehoben.
Die japanische Regierung betrieb das Schiff nach seiner Instandsetzung als Tango Maru und nutzte es fortan militärisch. Im Februar 1944 fuhr es als Transportschiff (eines der sogenannten Höllenschiffe) mit etwa 3.500 Zwangsarbeitern und Kriegsgefangenen an Bord in einem Konvoi von Surabaya nach Ambon. Das amerikanische U-Boot Rasher sichtete den Konvoi am 25. Februar gegen 17:30 Uhr bei Lombok und versenkte zunächst die Tango Maru gegen 19:43 Uhr auf Position 7° 41′ S, 115° 10′ O, wobei rund 3.000 Personen starben. Unmittelbar danach torpedierte das U-Boot unter dem Kommando von Lieutenant Commander Willard Laughon noch die Ryusei Maru, bei deren Versenkung weitere 4.998 Menschen starben.